# La giusta distanza (album)
La giusta distanza è il primo album in studio della cantautrice italiana Giorgieness, pubblicato l'8 aprile 2016.

## Descrizione
L'album gode di una registrazione analogica su nastro magnetico ed è stato prodotto quasi interamente da Davide Lasala (ad eccezione della traccia Che strano rumore, prodotta dalla stessa Giorgia D'Eraclea insieme al dj Jarno). Al suo interno si trovano versioni riarrangiate di Sai parlare, Lampadari e Brividi/Lividi, brani precedentemente pubblicati nell'EP d'esordio Noianess, e 8 inediti.
L'album è arrivato in finale al Premio Tenco del 2016, nella categoria "Opera prima".

## Tracce
Testi di Giorgia D'Eraclea, musiche di Giorgia D'Eraclea e Davide Lasala (eccetto dove indicato).
1. Sai parlare – 2:59 (Giorgia D'Eraclea)
2. K2 – 3:47
3. Il presidente – 2:46
4. Brividi/Lividi – 2:35 (Giorgia D'Eraclea)
5. Non ballerò – 4:25
6. Io torno a casa – 3:23
7. Lampadari – 4:30 (Giorgia D'Eraclea)
8. Come se non ci fosse un domani – 3:21
9. Che strano rumore – 3:30
10. Farsi male – 2:39
11. Dare fastidio – 3:51

## Formazione
- Giorgia D'Eraclea – voce, chitarre
- Andrea De Poi – basso
- Davide Lasala – chitarre, tastiere
- Lou Capozzi – batteria